# Pantopipetta weberi
Pantopipetta weberi – gatunek kikutnic z rodziny Austrodecidae.
Gatunek ten opisany został w 1904 roku jako Pipetta weberi.
Kikutnica ta cechuje się krótkim wzgórkiem ocznym i nogogłaszczkami, których propodus jest mniej niż pięciokrotnie dłuższy od stopy. Wszystkie wyrostki boczne odnóży krocznych gładkie. Odwłok sięga końca drugich bioder czwartej pary odnóży.